# LOC-запись
Запись LOC — это специальная запись в системе доменных имен (DNS) (экспериментальный RFC 1876 1996 года), которая позволяет указать географическое местоположение доменного имени. Она содержит информацию о широте, долготе и высоте (эллипсоидная по WGS84), а также физический размер хоста/подсети и точность местоположения. Эта информация может быть запрошена другими компьютерами, подключенными к Интернету.

## Формат записи
Запись LOC содержится в мастер-файле в следующем формате:
```
<владелец> <TTL> <класс> LOC ( г1 [м1 [с1]] {"N"|"S"} г2 [м2 [с2]]
                            {"E"|"W"} выс["m"] [разм["m"] [гт["m"]
                            [вт["m"]]]] )

```

где:
```
    г1:     [0 .. 90]            (градус широты)
    г2:     [0 .. 180]           (градус долготы)
    м1, м2: [0 .. 59]            (минуты широты/долготы)
    с1, с2: [0 .. 59.999]        (секунды широты/долготы)
    выс:    [-100000.00 .. 42849672.95] с шагом .01 (высота в метрах)
    разм, гт, вт: [0 .. 90000000.00] (размер/точность в метрах)

```

## Диапазоны
- Диапазон высот [-100000.00 ... 42849672.95] можно легко сохранить в 4 байтах.[2]
- Максимальная высота составляет 42 849,67295 км, её достаточно для указания геосинхронной орбиты (т.е. примерно 35 790 км над уровнем моря).
- Максимальная глубина - 100 км под поверхностью Земли (аппроксимируется референс-эллипсоидом WGS84).

## Примеры использования
Через LOC-запись можно посмотреть положение любого почтового индекса в Великобритании, например:
```
$ dig loc SW1A2AA.find.me.uk
SW1A2AA.find.me.uk.     2592000 IN      LOC     51 30 12.748 N 0 7 39.612 W 0.00
```

что соответствует офису Премьер-министра на Даунинг-стрит, 10 (51°30′12″ с. ш. 0°07′39″ з. д.)